# Hans-Joachim Marseille
Hans-Joachim Marseille (13. prosince 1919, Berlín – 30. září 1942, severní Afrika) byl německý stíhací pilot Luftwaffe a letecké eso. Byl jedním z nejúspěšnějších německých stíhačů druhé světové války. Je známý svými leteckými souboji během severoafrického tažení a svým bohémským životním stylem. Jeden z nejúspěšnějších stíhacích pilotů dostal přezdívku „Hvězda Afriky“. Marseille si připsal kromě sedmi všech ze svých 158 sestřelů proti pouštnímu letectvu Britského společenství národů nad severní Afrikou a celou svou bojovou kariéru létal na stíhačce Messerschmitt Bf 109. Žádný jiný pilot si nevyžádal tolik letadel západních spojenců jako Marseille.
Marseille, jehož předci byli francouzští hugenoti, se připojil k Luftwaffe v roce 1938. Ve věku 20 let absolvoval jednu ze škol stíhacích pilotů Luftwaffe právě včas, aby se mohl zúčastnit bitvy o Británii, ale bez znatelného úspěchu. Byl to okouzlující člověk, měl tak rušný noční život, že byl někdy příliš unavený, než aby mu dovolili další ráno létat. V důsledku špatné disciplíny byl převelen k Jagdgeschwader 27 (JG 27), která se v dubnu 1941 přemístila do severní Afriky.
Pod vedením svého nového velitele, který rozpoznal skrytý potenciál v mladém důstojníkovi, Marseille rychle rozvinul své schopnosti jako stíhací pilot. Zenitu své kariéry stíhacího pilota dosáhl 1. září 1942, kdy si během tří bojových letů sestřelil 17 nepřátelských stíhaček, což mu vyneslo Rytířský kříž s dubovými listy, meči a diamanty. Jen o 29 dní později byl Marseille zabit při letecké nehodě, kdy byl nucen opustit svůj letoun kvůli selhání motoru. Poté, co opustil zakouřený kokpit, byl zasažen vertikálním stabilizátorem svého letadla. Úder ho buď okamžitě zabil nebo zneschopnil, takže nebyl schopen otevřít padák.

## Život
Marseille se narodil v rodině generálmajora letectva. Studoval na Gymnáziu prince Jindřicha v Berlíně-Schönebergu, kde v sedmnácti letech úspěšně odmaturoval. K Luftwaffe nastoupil dobrovolně 7. listopadu 1938. Výcvik na stíhacího pilota absolvoval v Jagdfliegerschule 5 ve městě Schwechat u Vídně s výborným hodnocením. Jedním z jeho instruktorů byl i Julius Arigi, rakouské letecké eso 1. světové války s 32 sestřely. Poté létal jako poddůstojník na hlídky nad chemickou továrnou Leunawerke v Leuně. Odtud byl 10. srpna 1940 převelen do Leeuwardenu v Nizozemsku, kde nastoupil k I./LG 2 (školní eskadra). V bitvě o Británii sestřelil sedm letounů Supermarine Spitfire a sám byl čtyřikrát sestřelen. Během tohoto období obdržel Železný kříž II. a I. třídy. 24. prosince 1940 byl přeložen k 4./JG 52, odkud však musel brzy odejít pro neustálé porušování disciplíny. Vztahy s jeho otcem byly v tomto období již natolik špatné, že se s ním vůbec nestýkal.

## Boje v Africe

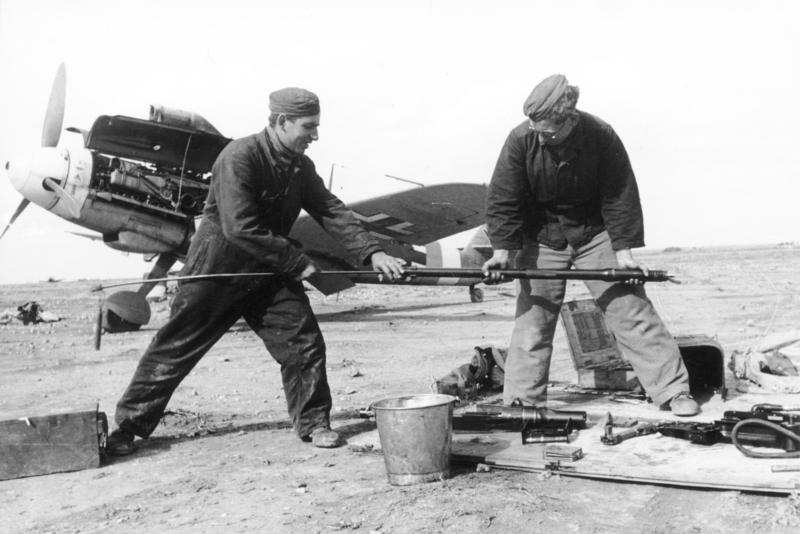
Marseillovi mechanici, Hoffmann (vlevo) a Berger, čistí jeden z kanónů Bf 109. "Žlutá 14" W.Nr. 8673, který je vidět za nimi.

Od 21. února 1941 působil u 3./JG 27, s níž se dostal na severoafrické bojiště, kde dosáhl svých největších úspěchů. V prosinci téhož roku obdržel Německý kříž ve zlatě. 22. února 1942 obdržel po 50. sestřelu Rytířský kříž a 6. června 1942 převzal po 75. sestřelu dubové ratolesti. 8. června 1942 byl jmenován velitelem 3./JG 27 a za deset dní obdržel meče k dubovým ratolestem.
17. června 1942 dosáhl jako 11. stíhač 100. sestřelu. Dne 1. září 1942 dokázal za jeden jediný den sestřelit sedmnáct nepřátelských letadel. Tento výkon překonal jen jediný stíhací pilot – major Emil Lang, který dokázal sestřelit 18 letounů za den. 3. září 1942 obdržel brilianty k Rytířskému kříži. O několik dní později mu Benito Mussolini propůjčil zlatou Medaili za statečnost. 15. září dosáhl jako třetí stíhač 150 sestřelů.
Posledního, 158. vítězství dosáhl 26. září 1942. O čtyři dny později byl nucen kvůli hustému dýmu v kabině opustit svůj stroj. Z důvodu nárazu na směrovku, který zapříčinil ztrátu vědomí, nedošlo k otevření padáku. O důvodech této nehody se ve zprávě havarijní komise akt52,čís.270/42 píše, že došlo k poškození reduktoru a proto poškozeným krytem vytékal olej. Následkem toho se vylomilo několik zubů čelního ozubeného kola a došlo k zapálení mazacího oleje. Do doby smrti v polovině války Hans-Joachim Marseille sestřelil 158 letadel západních spojenců, žádné sovětské, tedy nejvíce západních spojeneckých letadel ze všech německých es.

## Vyznamenání

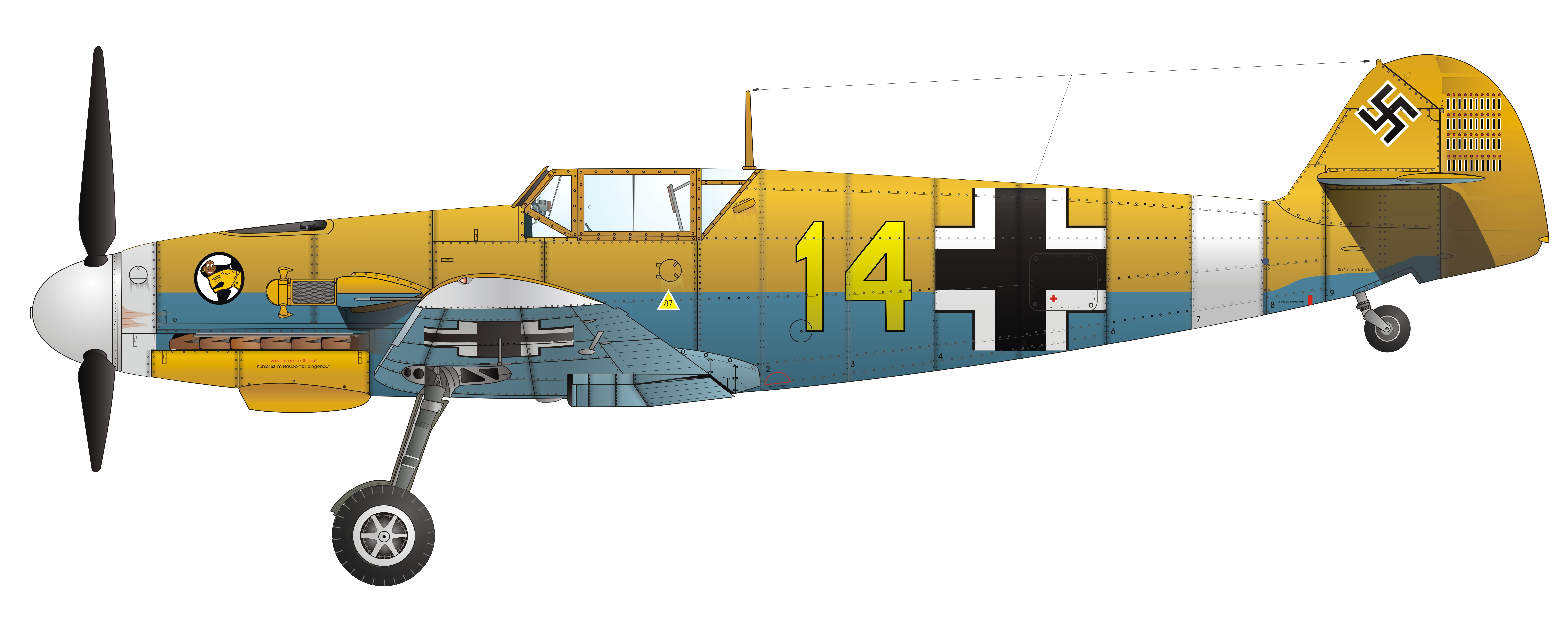
Marseillův Messerschmitt Bf 109 F-4/Trop

- Železný kříž, II. třída (09.09.1939)
- Železný kříž, I. třída (17.09.1940)
- Německý kříž , ve zlatě (24.11.1941)
- Rytířský kříž Železného kříže (22.02.1942)
- Medaile za vojenskou statečnost[1], stříbrná (1942) (Sardinské království)
- Rytířský kříž Železného kříže, s dubovou ratolesti, 97. držitel (06.06.1942)
- Rytířský kříž Železného kříže, s dubovou ratolesti a meči, 12. držitel (18.06.1942)
- Medaile za vojenskou statečnost, zlatá (06.08.1942) (Sardinské království)
- Rytířský kříž Železného kříže, s dubovou ratolesti, meči a brilianty, 4. držitel (03.09.1942)
- Čestný pohár za zvláštní úspěchy v letecké válce[2]
- Společný odznak pro piloty a pozorovatele[3], ve zlatě s brilianty
- Frontová letecká spona[4], ve zlatě s přívěskem za 300 letů
- Rukávová páska Afrika[5], (07 .07. 1943)